# Лиходеев, Леонид Израилевич
Леони́д Изра́илевич Лиходе́ев (настоящая фамилия Ли́дес; 14 апреля 1921, Юзовка, Украинская ССР — 6 ноября 1994, Москва) — русский советский писатель, поэт и драматург, сатирик, сценарист.

## Биография
Окончил восемь классов школы в Сталино, где учился в одном классе с поэтом Юрием Левитанским и актёром Соломоном Соколовским, с которыми был дружен и в Москве. В 1936 году переехал к родственникам в Харьков, где закончил Рабфак. В 1939—1941 годах учился в Одесском университете.
Участник Великой Отечественной войны: воевал на Закавказском и Кавказском фронтах, служил в дивизионной прифронтовой газете Северо-Кавказского фронта, в газете 383-й стрелковой дивизии, во фронтовой газете 18-й армии. Член ВКП(б) с 1942 года.
После демобилизации работал в газете «Советская Кубань» в Краснодаре. Литературную деятельность начал в Москве как поэт в 1948 году. Учился в Литинституте (1949—1952). Член СП СССР с 1954 года. Опубликовал сборники стихов «Покорение пустыни» (1953), «Своими глазами» (1955), «Открытое окно» (1957). С 1957 года выступал с очерками и фельетонами. Автор произведений «Хищница», «Духовная Сухаревка» и другие. Писал очерки, автор пьесы «Шаги на рассвете» (поставлена в 1961).
В конце 1980-х — колумнист газеты «Московские новости».
В 1969 году начал писать (без надежды на публикацию) главное произведение своей жизни — роман-эпопею «Семейный календарь, или Жизнь от конца до начала», где он на примере истории четырёх поколений одной семьи даёт анализ российской действительности от конца XIX века до наших дней под неожиданным углом зрения. Роман был опубликован двумя томами в 1990—1991 годах, третий том был издан в 1998 году.
Автор сценария кинофильмов «Последние дни Помпеи» (1972) и «Эффект Ромашкина» (1973, оба с Б. Ласкиным), «Дача» (1973, с К. Воиновым), «Единственный мужчина» («Беларусьфильм», 1981). Автор песен к картине «Кое-что из губернской жизни».
В 1975 и 1982 годах был удостоен премии «Золотой телёнок» «Литературной Газеты» («Клуба 12 стульев»).
Похоронен на Кунцевском кладбище.

## Семья
Жена —  Валентина Георгиевна Дмитриева, редактор. Дочь — Ксения Дмитриева-Лиходеева, переводчик с испанского языка.

## Сочинения
- Покорение пустыни. Стихи. — М., 1953.
- Своими глазами. Стихи. — М., 1955.
- Открытое окно. Стихи. — М., Советский писатель, 1957. — 92 с., 5 000
- Поездка в Тофаларию. — М., 1959.
- Волга впадает в Каспийское море. — М., Госполитиздат, 1960.
- Фельетоны. — М., 1961.
- Мурло мещанина. Статьи. — 1962.
- Местное время. — М., 1963
- История одной поездки. — М., 1964.
- Я — парень сознательный. — М., 1965.
- Указать на недопустимость. — М.,1967.
- Цена умиления. — М., 1967.
- Звезда с неба. — 1969.
- Искусство — это искусство. — М., 1970
- Колесо над землёй. — М., 1971
- Я и мой автомобиль. — М., 1972.
- Тайны электричества.— М., 1974.
- Четыре главы из жизни Марии Николаевны // «Дон». — 1978, № 1—2 (короткий роман о современной деловой женщине)
- Закон и обычай.— М., 1980
- Боги, которые лепят горшки. Роман, повести, рассказы. — М., 1983.
- Звезда с неба. — М., 1983.
- Сентиментальная история // «Новый мир». — 1984, № 7—9.
- Семь пятниц. Роман, рассказы, фельетоны. — 1986.
- Десять минут возмездия. Фельетоны вокруг кино. — М., 1986.
- Сначала было слово. Повесть о Петре Заичневском. — М., 1987.
- Сопротивление материала. — М., 1987.
- Поле брани, на котором не было раненых. (книга о Бухарине) // Дружба народов, 1988, № 9
- Поле брани, на котором не было раненых. — М., 1990.
- Средневозвышенская летопись. — «Русское богатство» — 1992г, № 1.
- Семейный календарь или жизнь от конца до начала. — В 3-х тт., 1-2 тт. — 1990—1991 г., 3-й т. — 1998 г.
- Жили-были дед да баба // «Дружба народов». — 1993, № 1.